# Scopula subtracta
Scopula subtracta är en fjärilsart som beskrevs av Louis Beethoven Prout 1935. Scopula subtracta ingår i släktet Scopula och familjen mätare. Inga underarter finns listade.